# Pleuroblepharidella
Pleuroblepharidella, monotipski rod crvenih algi (Rhodophyta) iz porodice Bonnemaisoniaceae, dio reda Bonnemaisoniales. Jedina vrsta je morska alga P. japonica

## Sinonimi
- Odonthalia japonica Okamura 1942, bazionim
- Pleuroblepharis japonica (Okamura) M.J.Wynne 1980
- Pleuroblepharis stichidophora M.J.Wynne 1970